# Алатау (Алматинская область)
Алата́у (каз. Алатау, до 1998 г. — Вторая Пятилетка) — село в Карасайском районе Алматинской области Казахстана. Административный центр Большеалматинского сельского округа. Код КАТО — 195257100.

## Население
В 1999 году население села составляло 7117 человек (3437 мужчин и 3680 женщин). По данным переписи 2009 года, в селе проживало 7989 человек (4044 мужчины и 3945 женщин).